# اوکوبو تاداچیکا
اوکوبو تاداچیکا (به ژاپنی: 大久保 忠隣 Ōkubo Tadachika);(تقریبی ۱۵۵۳ – ۲۸ اوت، ۱۶۲۸ (۷۴−۷۵ سال)) دایمیوی قلمرو اوداوارا در ولایت ساگامی در اوایل دوره ادو از اهالی ژاپن بود.
اوکوبو تاداچیکا پسر اوکوبو تادایو، یک دایمیوهای فودای تابع ارثی خاندان توکوگاوا در جایی بود که اکنون بخشی از شهر اوکازاکی، آیچی است. او روجو شد و در دولت شوگون دوم، توکوگاوا هیده‌تادا، به شخصیتی با نفوذ تبدیل شد.
او از ۱۱ سالگی به عنوان یک سامورایی وارد خدمت شد و در سن ۱۶ سالگی اولین رهبری خود را در نبرد گرفت. او به همراه هوندا ماسانوبو به عنوان یکی از با تجربه‌ترین و قابل اعتمادترین مشاوران ایه‌یاسو در نظر گرفته شد. او در تاریخ بیشتر به خاطر از بین رفتن حرفه سیاسی خود به دلیل حادثه اوکوبو ناگایاسو شناخته می‌شود، که باعث شد او را از کنترل بیشتر حوزه‌های خود محروم کرده و توسط شوگون سالاری تبعید شود. او همچنین به‌خاطر کارش در وقایع نگاری میکاوا مونوگاتاری، که تاریخ به قدرت رسیدن توکوگاوا ایه‌یاسو و اولین شوگون توکوگاوا را ثبت می‌کرد، شهرت دارد.

## پس از مرگ پسر
هنگامی که او در روز ۱۰ از ماه دهم ۱۶۱۱ پسر بزرگش اوکوبو تاداتسونه را به دلیل بیماری از دست داد، قدرت او شروع به کاهش کرد و کسانی که بدون اجازه شوگون سالاری برای تسلیت به قلمرو اوداوارا سفر کردند، در معرض مؤاخذه قرار گرفتند. تاداچیکا که از مرگ پسر بزرگش افسرده شده بود، گاهی پس از آن از امور سیاسی غیبت می‌کرد و باعث نارضایتی توکوگاوا ایه‌یاسو می‌شد. همچنین، پس از مرگ تاداتسونه، توکوگاوا هیده‌تادا سعی کرد برای تاداچیکا ضیافتی برگزار کند، اما تاداچیکا نپذیرفت و باعث نارضایتی دیگر روجوها شد.
در ۸ ژانویه ۱۶۱۳، یاماگوچی شیگه‌ماسا متهم شد که دختر خوانده تادانوری را بدون اجازه شوگونی به ازدواج پسرش یاماگوچی شیگه‌نوبو درآورده است. در رابطه با این موضوع، تادانوری گفت که تلاشی برای گرفتن اجازه توکوگاوا هیده‌تادا نداشته است، زیرا قبلاً پدربزرگ بیولوژیکی دختر خوانده‌اش، ایشیکاوا ایه‌ناری، را از ازدواج مطلع کرده و از او اجازه گرفته است، بنابراین دیگر نیازی به کسب اجازه نبوده است. گفته می‌شود که تادانوری در پانزدهم همان ماه پس از دریافت تصمیم شوگونی به شدت عصبانی شد و روز بعد با پسرش به قلعه ادو رفت.

## حادثه اوکوبو ناگایاسو
در آوریل همان سال، حادثه ای رخ داد که در آن فاش شد که پسر اوکوبو ناگایاسو پس از مرگ پدرش، انباشتی از ثروت متقلبانه دارد و مجبور به سپپوکو شد.